# 4th of July, Asbury Park (Sandy)
"4th of July, Asbury Park (Sandy)", poznata i jednostavno kao "Sandy" je pjesma Brucea Springsteena iz 1973. koja se prvi put pojavila kao druga pjesma na njegovu albumu The Wild, the Innocent & the E Street Shuffle. To je jedna od najpoznatijih i najhvaljenijih ranih Springsteenovih pjesama, ostaje jedna od njegovih najpopularnijih balada, a opisana je kao "savršena glazbena studija šetalačke kulture Obale Jerseyja". 1975. ju je kao singl objavio sastav The Hollies.

## Teme i snimanje
Smještena u, kao što to i sam naslov sugerira, 4. srpnja u Asbury Park u New Jerseyju, pjesma je snažna ljubavna balada posvećena jednoj Sandy te opisuje depresivnu atmosferu koja prijeti da zaguši ljubav između pjevača i Sandy. Spomenuti mještani uključuju "napušene face", "delikvente" i "šminkere" koji se "skiću ulicama ili bivaju uhićeni zbog spavanja na pločniku do zore". Pjevač je umoran od "zadržavanja po zagušljvim igraonicama" i "ganjanja djevojaka iz tvornice".
Pjesma počinje rečenicom:  "Sandy, the fireworks are hailin' over Little Eden tonight". Pisac Ariel Swartley smatra stihove pjesme opisivanjem pripovjedača kao nekog "adolescenta gubitnika ... koji uništava svoje šanse s djevojkom: ne može prestati govoriti joj o ponižavanjima, djevojkama koje su ga vukle za nos, o konobarici koja se umorila od njega." Bez obzira na to, Swartley primjećuje kako su refreni topli, izravni te opisuju neodoljivo romantičnu atmosferu."
Novinar Los Angeles Timesa Robert Hilburn kasnije je napisao da se "stihovi šapuću kao da pjeva djevojci u uho." Tijekom snimanja pjesme za album, Springsteen je htio priključiti dječji zbor, ali se njegovi članovi nisu pojavili na snimanju. Umjesto toga, snimio je visoki, jasni glas Suki Lahav te ga konstantno preklapao kako bi mu dao efekt zbora... Lahav, koja je u to vrijeme bila supruga Springsteenova tehničara zvuka, nije bila potpisana za svoj doprinos, ali se kasnije pridružila šest mjeseci E Street Bandu kao violinistica i pjevačica.
S albuma The Wild, The Innocent and The E Street Shuffle nisu objavljivani singlovi. No, "Sandy" je, uz "Rosalita (Come Out Tonight)", postala omiljena među obožavateljima te se u vrijeme Springsteenova izbivanja prije objavljivanja albuma Born to Run puštala na radijskim postajama progresivnog rocka. Pjesma je krajem 1974. ili početkom 1975. objavljena kao singl u Njemačkoj s izmijenjenim naslovom, "Sandy (4th July, Asbury Park)". "Sandy" je privukla pozornost i drugih glazbenika; bila je jedna od dvije Springsteenove pjesme koje je bubnjar Max Weinberg znao kad se prijavio za Springsteenov E Street Band krajem 1974.

## Povijest koncertnih izvedbi
"Sandy" je našla mjesto na box setu Springsteena i E Street Banda 1986. Live/1975-85: bila je to izvedba iz Nassau Coliseuma iz 1980. Uvrštavanje pjesme u box set predstavljalo je uvod u putovanje na koje su krenuli glavni likovi Springsteenova opusa; Springsteen je rekao, "Zatim imate 'Sandy'. Govori o tipu na šetalištu, pretpostavljam da sam to ja iz tog vremena, kad sam se motao po Asburyju. I tu je djevojka... To je to. To je početak cijelog putovanja koje će se dogoditi." Pjesma je uključena i na kompilaciju The Essential Bruce Springsteen iz 2003.
Pjesma je bilo uporište set listi koncerta Springsteena i E Street Banda tijekom rane karijere, a izvedba iz 1975. je uključena na audio i video izdanje Hammersmith Odeon London '75 iz 2006. Od River Toura iz 1980. i 1981. postajala je sve rjeđa pojava, a pojavljivala se obično na koncertima u New Jerseyju.
Pjesma se ponajviše identificira sa solom Dannyja Federicija na harmonici koji je glavni glazbeni element. "Sandy" je izvedena nekoliko puta krajem prvog dijela Magic Toura iz 2007. i 2008., uključujući Federicijev posljednji nastup u studenom 2007. prije nego što je napustio sastav kako bi se posvetio liječenju melanoma. Kad se Federici vratio jedini put nakon toga, 20. ožujka 2008. kad se pojavio u dijelovima koncerta u Conseco Fieldhouseu u Indianapolisu, "Sandy" je bila pjesma za koju je zahtijevao da se izvede. Nakon Federicijeve smrti 17. travnja 2008., "Sandy" je izvedena njemu u čast, s Royom Bittanom na harmonici. U srpnju 2008. je objavljen koncertni EP Magic Tour Highlights s posljednjom Federicijevom izvedbom "Sandy".

## Druge verzije
Jedan od prvih izvođača koji su obradili Springsteena bio je sastav The Hollies koji je 1975. snimio "Sandy" kao singl (pod tim naslovom), a uvrštena je i na album Another Night. Objavljena pod etiketom Epic Recordsa u SAD-u u travnju 1975., nije postigla značajniji uspjeh, dostigavši 85. poziciju na američkoj ljestvici pop singlova. Ostvarila je veći uspjeh na Novom Zelandu, dostigavši 12. poziciju na ondašnjoj ljestvici singlova. U Ujedinjenom Kraljevstvu nije objavljena kao singl. Iako nisu postigli veliki uspjeh s pjesmom, The Hollies su bili predvodnici izvođača koji će kasnije početi obrađivati rane Springsteenove pjesme kao što su Manfred Mann i drugi.
Air Supply su snimili "Sandy" za svoj album Air Supply iz 1985. Pjevač i tekstopisac Richard Shindell snimio je svoju verziju pjesme za svoj koncertni album Courier iz 2002.

## Vanjske poveznice
- Stihovi "4th of July, Asbury Park (Sandy)" na službenoj stranici Brucea Springsteena